# John Vaughan
Pour les articles homonymes, voir Vaughan.
John (dit « Jacky ») Vaughan (né à Worcester « le jour de la Saint Thomas » 1799, mort à Londres le 16 septembre 1868) parcourut tous les échelons de l'industrie sidérurgique naissante, jusqu'à devenir maître de forge. Technicien de premier plan, son association avec l'homme d'affaires Henry Bolckow a donné naissance à la plus grosse compagnie sidérurgique de l’Empire britannique, Bolckow Vaughan. Ces deux hommes firent de la petite ville de Middlesbrough le centre de la sidérurgie en Grande-Bretagne à l’Ère victorienne.
Vaughan est passé à la postérité pour la découverte et l'exploitation du minerai de fer des collines de Cleveland, grâce aux travaux de prospection de l'ingénieur des mines John Marley, au cours du mois de juin 1850.

## Biographie
Issu d'une famille galloise, Vaughan, comme son père, fut embauché aux forges de Dowlais de John Guest, dans le sud du Pays de Galles. Enfant, il fut d'abord affecté au tri des minerais pour le concassage ; sa force physique lui permit de devenir ouvrier puddleur, puis maître de haut-fourneau et enfin contremaître.
Il quitta l'usine Dowlais pour travailler dans le Staffordshire, puis se vit offrir un poste de directeur d'usine à Carlisle, et à Walker-on-Tyne près de Newcastle, à la tête des forges Losh, Wilson and Bell. C'est à Newcastle qu'il fit la connaissance de l'homme d'affaires Henry Bolckow, qui était alors grossiste en grains et qui commençait à s'intéresser à la sidérurgie.
En 1839, Bolckow et Vaughan décidèrent de s'associer. Leur première intention était de monter une forge à Stockton, pour profiter du tracé de la toute récente ligne de Stockton et Darlington, mais ils ne purent trouver de terrain convenable. Toutefois, la ligne ralliait la bourgade de Middlesbrough depuis 1833, et c'est là qu'ils trouvèrent un terrain peu onéreux, car périodiquement inondé. L'idée des deux associés était de produire de la fonte à partir des nodules ferreux présents dans le bassin houiller, ou d’hématite importée ; mais pour des raisons de rentabilité, ils décidèrent de produire de la fonte brute.
En 1846, ils construisirent des hauts fourneaux à Witton Park, dans le Comté de Durham, pour faire fondre le minerai ; la ligne de Stockton et Darlington, qui cherchait à capter le transport de fer et de charbon, fut prolongée au-delà de Witton pour atteindre les charbonnages de Durham ; la craie servant de fondant était acheminée depuis Stanhope, et le coke de Crook (Durham) : l'endroit était idéal.
Mais le Krach de 1847 ferma bientôt les débouchés des forges de Witton Park, tout en tarissant l'approvisionnement en nodules ferreux.

## Le minerais de Cleveland

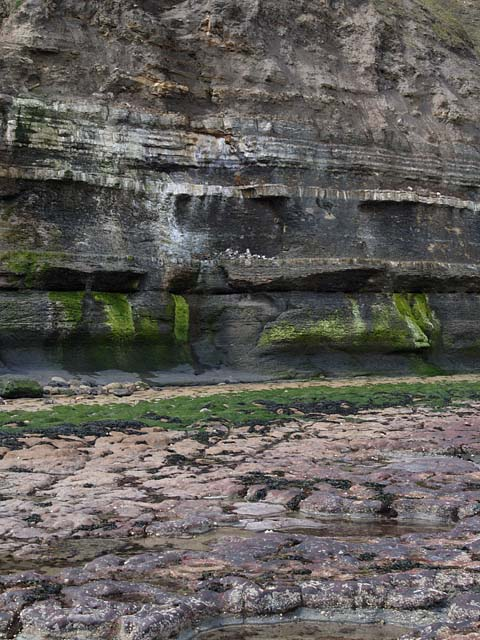
Brèche de la formation de Cleveland le long du littoral de Jet Wyke. Le filon ferreux Avicula forme le socle rocheux ; il est surmonté de la couche de Raisdale (60 cm), de celle de Pecten (5 bandes minces) et du filon principal.

Ayant eu vent de diverses tentatives d'extraire du minerais de fer à Cleveland, Vaughan se mit à y suspecter la présence d'un riche gisement. Il chargea son ingénieur, John Marley, d’étudier la géologie du bassin de Cleveland.
Le 8 juin 1850, Marley et Vaughan parcouraient les collines de Cleveland Hills lorsqu’ils tombèrent sur un affleurement de minerais de fer « ... de plus de cinq mètres de profondeur. » Bolckow et Vaughan ne perdirent pas de temps : en l'espace de moins de trois mois, des contrats d'exploitation avaient été signés avec les propriétaires des terrains, ce qui permit d'ouvrir la première mine, de créer une voie ferrée pour acheminer le minerais : le premier convoi vers Witton Park représentait sept tonnes de matière première.
Désormais, l'entreprise se développa rapidement. Elle ouvrit de nouvelles mines à Eston et fit construire d'autres hauts-fourneaux à  Middlesbrough. Les compétences techniques de Vaughan et l'habileté financière de Bolckow ont combiné leurs effets pendant de longues années, donnant naissance à un géant de la sidérurgie de l'époque, le groupe Bolckow Vaughan & Co., Ltd., d'un capital de 2 500 000 £ en 1864.

## Sa fortune

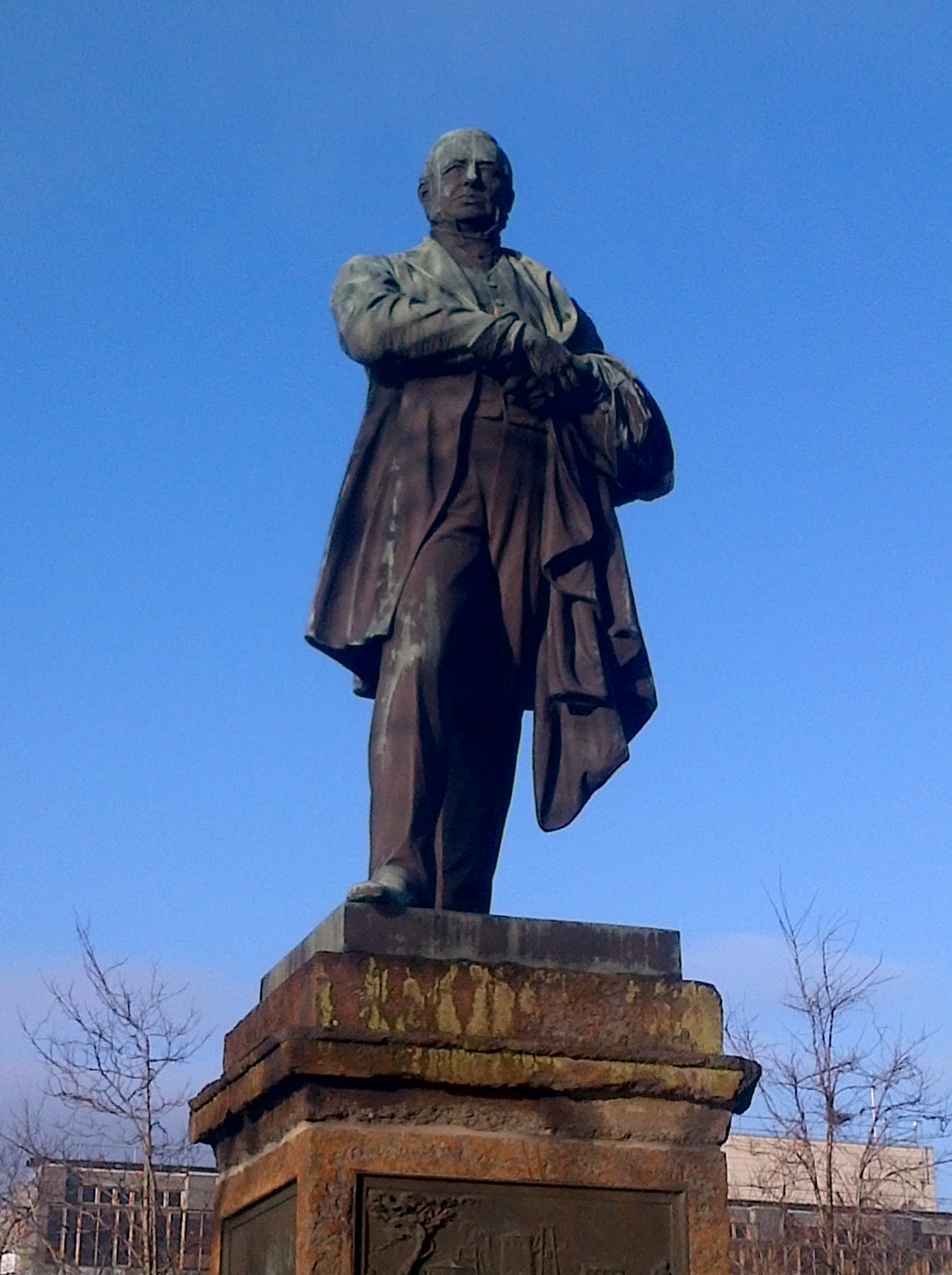
Statue de John Vaughan par G. A. Lawson, à Middlesbrough.

En 1855 Vaughan fut élu maire de Middlesbrough. Il siégeait au conseil d'agglomération et était membre du directoire des Tees Conservancy. À la mort de son épouse, Vaughan épousa une veuve, Ann Hughes de Newcastle, fille de Joseph Poole et sœur de la première femme de Bolckow.
Les deux associés ayant fait fortune, « ils déménagèrent tous deux de Cleveland Street à Marton: Bolckow se fit construire la résidence de Marton Hall en 1853 et y emménagea en 1856 ; quant à John Vaughan, il n’emménagea dans sa propriété de Gunnergate Hall qu’en 1858. »